# Jack Seely
John Edward Bernard Seely (31 mai 1868 - 7 novembre 1947) est un général et homme politique britannique. Il est député conservateur de 1900 à 1904 et député libéral de 1904 à 1922 et de 1923 à 1924. Il est secrétaire d'État à la guerre pendant les deux années précédant la Première Guerre mondiale, avant d'être contraint de démissionner à la suite de l'incident de Curragh. En tant que général Jack Seely, il mène l'une des dernières grandes charges de cavalerie de l'histoire à la bataille du bois de Moreuil sur son cheval de guerre Warrior en mars 1918. Seely est un grand ami de Winston Churchill et le seul ancien ministre à être allé au front en 1914 et à y être encore quatre ans plus tard.

## Carrière

### Jeunesse et formation
Seely est né à Brookhill Hall, entre Derby et Nottingham, le 31 mai 1868. Il est le septième enfant et le quatrième fils de Sir Charles Seely (1er baronnet) (1833–1915).
Seely fait partie d'une famille d'hommes politiques, d'industriels et de propriétaires terriens importants. Son grand-père Charles Seely (1803-1887) est un député radical et philanthrope et est célèbre pour avoir accueilli Giuseppe Garibaldi, le révolutionnaire italien, à Londres et sur l'île de Wight en 1864. Le père et le frère de Seely, Sir Charles Seely (2e baronnet), sont également députés, tout comme son neveu Sir Hugh Seely (1er baron Sherwood), devenu Sous-secrétaire d'État de l'air pendant la Seconde Guerre mondiale.
La famille a des maisons dans le Nottinghamshire et sur l'île de Wight ainsi que de vastes propriétés à Londres. Il est toujours associé à l'île de Wight, où il passe ses vacances tout en grandissant. Le mari de sa tante, le colonel Harry Gore Browne, obtient la Croix de Victoria lors de la Révolte des cipayes. Gore Browne est directeur des vastes domaines Seely sur l'île de Wight. La reine Victoria vivait à proximité dans sa résidence préférée, Osborne House.
Il fait ses études à la Harrow School, en même temps que Stanley Baldwin. Il y rencontre Winston Churchill, qui est devenu un ami de toujours. Il étudie ensuite au Trinity College, Cambridge 1887–1890.
Seely sert dans le Hampshire Yeomanry, dans lequel il est nommé sous-lieutenant, alors qu'il est encore étudiant, le 7 décembre 1889. Il est promu lieutenant le 23 décembre 1891 et capitaine le 31 mai 1892.
Il rejoint le Inner Temple et est appelé au barreau en 1897.

### Seconde guerre des Boers
Après le déclenchement de la seconde guerre des Boers il est nommé capitaine dans la Yeomanry impériale le 7 février 1900,  ayant réussi à organiser le transport vers l'Afrique du Sud pour son escadron la même semaine, avec l'aide de son oncle Sir Francis Evans (1er baronnet), président de l'Union Castle Line. On se souvient de lui en Afrique du Sud comme du commandant qui a placé Japie Greyling, 14 ans (1890-1954) contre un mur devant un peloton d'exécution, menaçant de le faire exécuter s'il ne fournissait pas d'informations sur les forces boers de la zone. Le garçon refuse de coopérer et est libéré. Plusieurs monuments commémoratifs existent encore en Afrique du Sud aujourd'hui, témoignant de cette histoire remarquable.
Il sert courageusement, quoiqu'un peu insubordonné. Il est mentionné dans les dépêches et reçoit une médaille avec quatre fermoirs, ainsi que l'Ordre du Service distingué (DSO) en novembre 1900.

### Début de carrière politique
Alors qu'il est toujours en service actif en Afrique du Sud pendant la guerre des Boers, Seely est élu député de l'île de Wight comme conservateur lors d'une élection partielle en mai 1900 et réélu à l'élection générale «kaki» de l'automne,.
Le 10 août 1901, il est promu au grade de major dans la yeomanry, avec le grade honorifique de capitaine dans l'armée à partir du 10 juillet. Seely est nommé lieutenant adjoint de l'île de Wight en 1902. 
Jack Seely appartient alors à un petit groupe de jeunes députés conservateurs, formé vers la mi-juin 1901 et dirigé par Hugh Cecil, qui se baptise lui-même les Hughligans, jeu de mots qui réunit le prénom de leur leadeur et le terme hooligan, « voyou ». En font également partie le jeune Winston Churchill, lord Percy, Ian Malcolm, Arthur Stanley, et Ernest Beckett.
Avec Winston Churchill et Lord Hugh Cecil, il attaque la négligence du gouvernement Balfour envers l'armée. Il croit fermement au libre-échange et est mécontent du soutien croissant du Parti unioniste (conservateur) à la réforme tarifaire (protectionnisme). Il s'oppose également au soutien du gouvernement Balfour à l'utilisation de l'esclavage chinois en Afrique du Sud. Il quitte le Parti conservateur en mars 1904 principalement pour ces deux questions et met le Parti conservateur au défi de s'opposer à sa candidature en tant que conservateur indépendant aux élections partielles de 1904 sur l'île de Wight. Ils refusent et il est réélu sans opposition.
Il est élu de justesse député libéral de Liverpool Abercromby aux élections générales de 1906.
Seely est promu au grade de lieutenant-colonel dans le Hampshire Yeomanry le 20 juin 1907, et au grade de colonel le 31 mars 1908 ; il est donc connu sous le nom de «colonel Seely» à l'époque, avant la Première Guerre mondiale.

### Sous-secrétaire d'État
En 1908, le nouveau premier ministre Herbert Henry Asquith le nomme sous-secrétaire d'État aux Colonies, à la place de Winston Churchill, qui est promu au Cabinet. Selon le Dictionary of National Biography, «Puisque son chef, Robert Crewe-Milnes, est aux Lords, un travail important incombe au sous-secrétaire, en particulier pour la loi sud-africaine de 1909, qui aboutit à l'Union sud-africaine». Il devient membre du Conseil privé en 1909. Seely fait également partie de ces libéraux qui soutiennent fortement les budgets de Lloyd George de 1909 et 1910.
Seely est battu pour Abercromby aux élections générales de janvier 1910 et est réélu au Parlement pour Ilkeston dans le Derbyshire lors d'une élection partielle plus tard en 1910, occupant ce siège jusqu'en 1922. En octobre 1910, il reçoit la décoration territoriale.

### Secrétaire d'État à la guerre
Seely est sous-secrétaire d'État à la guerre de 1911 à 1912. En tant que colonel de yeomanry, il ne soutient pas la conscription, que le général Henry Wilson a favorisé. "Ye Gods" est la façon dont Wilson a salué sa nomination dans son journal.
Seely est déjà membre du Comité de défense impériale. En juin 1912, apparemment sur la suggestion de Churchill, Seely est promu au Cabinet comme secrétaire d'État à la guerre, succédant à Haldane. Il occupe le poste jusqu'en 1914. Avec John French, il est responsable de l'invitation du général Foch à assister aux manœuvres de l'armée de 1912 et est actif dans la préparation de l'armée à la guerre avec l'Allemagne. Seely soutient le général Wilson lorsqu'il témoigne au Comité de défense impériale (CID) en novembre 1912 que la présence du corps expéditionnaire britannique sur le continent aurait un effet décisif dans toute guerre future. La mobilité du corps expéditionnaire proposé, et en particulier le développement d'un Flying Corps (à l'origine de la Royal Air Force moderne) sont ses priorités. Selon le Times, ces développements jouent un rôle important dans la victoire pendant la Première Guerre mondiale.
En avril 1913, Seely déclare à la Chambre des communes que la Force territoriale pouvait empêcher une invasion de 70 000 hommes et que l'état-major s'oppose à la conscription. John French (chef de l'état-major impérial) obtient une rétractation partielle après que Wilson ait menacé que lui et ses deux collègues directeurs du War Office démissionneraient pour protester contre le "mensonge", mais Wilson estime que la récente promotion de French au poste de maréchal l'a rendu réticent à entrer en conflit avec les ministres libéraux. Au cours de la CID "Invasion Inquiry" (débats de 1913–14 sur la question de savoir si certaines divisions régulières britanniques devraient être conservées chez eux pour vaincre une invasion potentielle), Seely fait pression en vain pour que les six divisions soient envoyées en France en cas de guerre. French devient très ami avec Seely lorsque sa première femme est décédée en couches en août 1913.

#### Incident de Curragh
Avec l'Irish Home Rule qui devient loi en 1914, et le Cabinet envisageant une sorte d'action militaire contre les Volontaires d'Ulster qui n'en voulaient pas, French et Seely convoquent Paget (commandant en chef en Irlande) au War Office pour pourparlers, tandis que Seely écrit au Premier ministre (24 octobre 1913) au sujet de l'utilisation potentielle du général Macready, qui a l'expérience du maintien de la paix dans les bassins houillers du sud du Pays de Galles en 1910, et a été consulté par Augustine Birrell (Secrétaire en chef pour l'Irlande) à propos de l'utilisation des troupes dans les émeutes de Belfast de 1912. En octobre 1913, Seely l'envoie faire un rapport sur la police à Belfast et à Dublin.
Il y a plus de discussions sur la position de l'armée sur le Home Rule en dehors de l'armée qu'en son sein. Seely s'adresse aux commandants en chef réunis des six commandements régionaux de l'armée, pour leur rappeler leur responsabilité de maintenir le pouvoir civil. Ils se rencontrent au War Office le 16 décembre 1913 en présence de French et de Spencer Ewart. Il les assurent que l'armée ne serait pas appelée à «une action scandaleuse, par exemple, pour réprimer une manifestation d'orangistes», mais que les officiers ne pouvaient néanmoins pas «choisir» les ordres légitimes auxquels ils obéiraient. Cela n'a pas empêché les tensions sur le rôle de l'armée de croître.
En mars 1914, les renseignements rapportent que les volontaires de l'Ulster, maintenant 100 000 personnes, pourraient être sur le point de saisir les munitions au château de Carrickfergus, et les négociations politiques sont dans l'impasse alors que le chef protestant de l'Ulster, Edward Carson, exige que l'Ulster ait une option complète, pas seulement temporaire, pour rester dans l'Union. Seely fait partie du comité du Cabinet de cinq hommes sur l'Irlande (avec Crewe, Simon, Birrell et Churchill (premier lord de l'amirauté)). Le général Paget, réticent à bouger au cas où cela aggraverait la crise, est convoqué à Londres. Le 14 mars 1914, le Comité avertit Paget de la nécessité perçue d'occuper les dépôts d'armes pour empêcher les Volontaires d'Ulster de le faire. Seely assure à plusieurs reprises French de l'exactitude des renseignements que les volontaires d'Ulster pourraient marcher sur Dublin. Carson quitte Londres pour l'Ulster le 19 mars.
Aucun ordre écrit n'a été adressé à Paget. Il a été convenu que les officiers domiciliés en Ulster seraient autorisés à «disparaître» pendant toute la durée de la crise, sans tache sur leur dossier de carrière, mais que les autres officiers qui s'y opposaient seraient licenciés plutôt que de démissionner. Bien que l'ODNB admette que Seely était stupide de donner effectivement à tout officier le pouvoir discrétionnaire d'obéir aux ordres ou pas, il tenait à garder Paget du côté du gouvernement et à maintenir l'unité de l'armée. La décision de déployer des troupes aboutit à l'Incident de Curragh du 20 mars, au cours duquel Gough et de nombreux autres officiers menacent de démissionner. Le vieux feld-maréchal Roberts, à qui Seely a dit au roi qu'il est "au fond" de l'affaire, pense que Seely est « ivre de pouvoir ».

#### Les paragraphes peccants
Le matin du lundi 23 mars, Seely a une réunion avec Gough, en présence de Paget, French et Spencer Ewart. Seely, qui - selon le récit de Gough, accepte la suggestion de French selon laquelle un document écrit du Conseil de l'Armée pourrait aider à convaincre les officiers de Gough. Seely présente un projet de document à une réunion du Cabinet pour approbation. Seely doit quitter la réunion pour une audience avec le roi, et en son absence, le Cabinet approuve un texte, déclarant que le Conseil d'armée est convaincu que l'incident a été un malentendu, et qu'il est « du devoir de tous les soldats d'obéir aux ordres légaux ».
Seely, assisté de John Morley, ajoute plus tard deux paragraphes, déclarant que la Couronne a le droit de recourir à la force en Irlande ou ailleurs, mais n'a pas l'intention de le faire "pour écraser l'opposition politique à la politique ou aux principes du projet de loi sur l'autonomie". Celui-ci est paraphé par Seely, French et Ewart, puis remis à Gough. On ne sait pas si cela - modifier un document du Cabinet sans l'approbation du Cabinet - est une erreur personnelle de la part de Seely ou s'il est encouragé à le faire et devient un bouc émissaire.
Gough, sur les conseils du général Wilson, insiste pour ajouter un autre paragraphe précisant que l'armée ne serait pas utilisée pour appliquer le Home Rule sur l'Ulster, ce que Frecnh approuve par écrit. Seely n'a pas été consulté sur cette seconde assurance.
Asquith répudie publiquement les «paragraphes peccants» (25 mars). Les discussions sur un «complot» gouvernemental sont désormais largement répandues au sein de l'opposition. Seely accepte le blâme à la Chambre des communes le 25 mars et offre de démissionner pour protéger French et Ewart. Asquith refuse d'abord d'accepter sa démission, bien qu'il écrive à Venetia Stanley qu'il a blâmé la crise sur "la maladresse maladroite de Paget" et "les phrases maladroites de Seely". Le 30 mars, il est clair qu'Asquith, à son grand regret, devrait maintenant insister pour que Seely démissionne, avec French et Ewart.

### Première Guerre mondiale
À la suite du déclenchement de la guerre en août 1914, Seely est rappelé au service actif en tant qu'officier des services spéciaux. Seely sert pendant presque toute la Première Guerre mondiale, avec quelques pauses, quittant Londres le 11 août 1914 pour occuper un poste dans l'état-major de Sir John French. Lors d'une mission de liaison entre la Cinquième Armée française et le Ier Corps de Haig (31 août 1914 - pendant la période où la retraite de Sir John French a ouvert une brèche dans la ligne alliée), il affirme avoir été presque capturé dans le brouillard, mais d'avoir bluffé devant une patrouille de cavalerie allemande en criant (en allemand) qu'il était membre du Grand État-Major.
En octobre 1914, Seely est envoyé en Belgique pour participer au siège d'Anvers. Agissant initialement en tant qu'observateur, Seely rejoint temporairement l'état-major d'Archibald Paris, le commandant de la Royal Naval Division britannique, qui a été déployé dans la ville sous les ordres du premier Lord Winston Churchill. Une fois qu'il est devenu clair qu'Anvers allait capituler devant les Allemands, Seely aide à l'évacuation de la Royal Naval Division.
Le 28 janvier 1915, Seely reçoit le commandement de la Brigade de cavalerie canadienne, avec le grade temporaire de général de brigade et le grade effectif de colonel. Il est mentionné cinq fois dans des dépêches, renforçant encore sa réputation de bravoure. Il est connu comme «l'homme le plus chanceux de l'armée» et est le sujet de nombreuses histoires apocryphes, comme celui qu'il recommande à son serviteur de soldat pour une Croix de Victoria pour s'être jamais tenu à moins de vingt mètres derrière lui lors d'un engagement.
Le 1er janvier 1916, il est nommé Compagnon de l'Ordre du Bain (CB). Au cours de l'avancée vers la ligne Hindenburg au printemps 1917, Seely, dont la brigade est rattachée à la quatrième armée, réquisitionne l'infanterie du XVe corps pour former un groupe de combat ad hoc pour capturer Équancourt. La colère du général du Cane est apaisée - Seely affirme plus tard - par l'arrivée des félicitations du maréchal Haig. Il est nommé Compagnon de l'Ordre de St. Michael et St. George (CMG) le 1er janvier 1918.

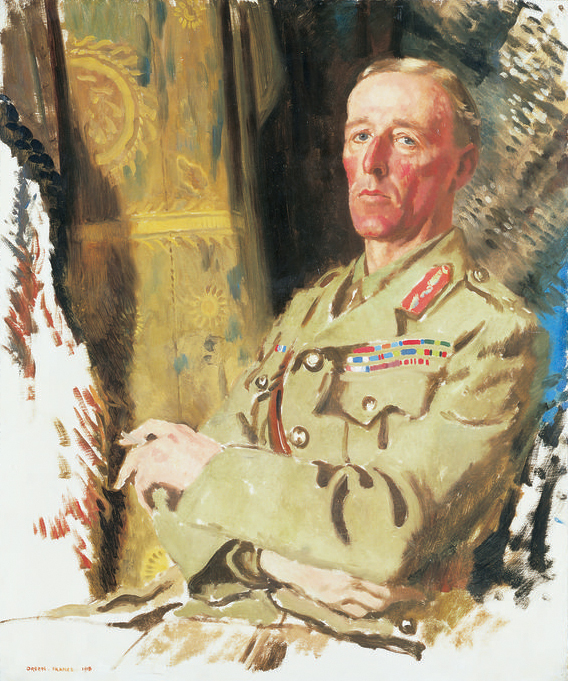
Seely comme brigadier-général (1918)

Au cours de l' offensive allemande du printemps, Seely, de retour de Londres, fait appel à Percy Beddington, un officier supérieur d'état-major de la Cinquième Armée, vers 2 heures du matin le 24 mars 1918, pour l'informer des rumeurs à Londres selon lesquelles la Cinquième Armée a été mise en déroute. Beddington, qui n’a réussi à s’endormir qu’une heure auparavant, pour la première fois depuis le matin du 21 mars, sur un lit de camp dans son bureau, noté qu’il a «perdu son sang-froid, l’a insulté en haut et en bas pour avoir osé le réveiller avec une telle bêtise. " Seely lui-même a admis plus tard que cela semblait soudainement sans importance quelques jours plus tard quand il commandait le CCB en action, mais cela importait beaucoup dans les jours suivants lorsque Gough est limogé du commandement de l'armée en tant que bouc émissaire.
Après avoir été gazé en 1918, il retourne en Angleterre, et est relevé du commandement de la brigade le 20 mai 1918. 
Seely reste député tout au long de son service militaire pendant la Première Guerre mondiale, et en tant que membre de la faction libérale qui soutient le gouvernement de coalition de Lloyd George, il est nommé secrétaire parlementaire du ministère des Munitions le 10 juillet 1918, servant sous Churchill (alors Ministre des Munitions).
Il est le seul membre du gouvernement, en plus de Churchill, à participer au service actif dans la guerre, et est promu au grade temporaire de général de division le 13 juillet. La Belgique le nomme Commandeur de l'Ordre de la Couronne et la France nomme Seely Commandeur de la Légion d'honneur et lui décerne la Croix de guerre.

### Fin de carrière
Seely renonce à son grade temporaire de major-général le 14 janvier 1919. Il est nommé Sous-secrétaire d'État de l'air et président du Conseil de l'air en 1919, de nouveau sous Winston Churchill (secrétaire d'État à la Guerre). Cependant, il démissionne des deux postes à la fin de 1919 après que le gouvernement ait refusé de créer un secrétaire d'État à l'Air (comme il l'a fait plus tard). En juin 1920, il est l'un des trois candidats au poste de gouverneur général d'Australie présentés au premier ministre australien Billy Hughes, avec Lord Forster et Lord Donoughmore.
Comme beaucoup de libéraux de Lloyd George, Seely perd son siège à Ilkeston aux élections générales de novembre 1922. Il se retire de l'armée le 25 août 1923, avec le grade honorifique de major-général . Seely est également colonel de l'armée territoriale, colonel honoraire du 72e (Hampshire), commandant de l'air honoraire de l'armée de l'air auxiliaire.
Seely retourne au Parlement comme député du Parti libéral réunifié pour l'île de Wight aux élections générales de décembre 1923, qui voient un parlement suspendu dans lequel les libéraux soutiennent le premier gouvernement travailliste sous Ramsay MacDonald. En mai 1924, cependant, Churchill (alors hors du Parlement, et qui a récemment quitté le Parti libéral pour devenir un «constitutionnaliste» indépendant, avant de rejoindre les conservateurs après son retour aux Communes en 1924) énuméra Seely dans une lettre au chef conservateur Stanley Baldwin comme l'un de son groupe de députés libéraux qui voteraient contre le gouvernement travailliste, et un mois plus tard, mentionne Seely comme un probable conservateur libéral. En effet, selon l'historien Chris Wrigley, la trajectoire politique de Seely est similaire à celle de Churchill (conservateur en 1900, rejoignant les libéraux quelques années plus tard, puis redevenant conservateur dans les années 1920). Seely perd de nouveau son siège aux élections générales de 1924, au cours desquelles les libéraux subissent de lourdes pertes. Seely s'oppose avec véhémence à la grève générale de 1926.
Il est nommé président du Comité national de l'épargne en 1926, poste qu'il occupe jusqu'en 1943, la même année où il devient vice-président jusqu'à sa mort. Pendant ce temps, le gouvernement lui demande de faire la publicité de la conversion de l'emprunt de guerre de 5%. Selon le Times, «pendant la Seconde Guerre mondiale, les activités du Comité national d'épargne se sont largement étendues et sont devenues une partie vitale de l'effort de guerre national». Il continue à jouer un rôle influent dans la politique intérieure.
Seely est citoyen d'honneur de la ville de Portsmouth en 1927.

### Apaisement
Le 21 juin 1933, Seely est élevé à la pairie en tant que baron Mottistone, de Mottistone dans le comté de Southampton.
En 1933, Seely visite Berlin en sa qualité de président de la Ligue de l'air, comme invité de Joachim von Ribbentrop. En 1935, il visite à nouveau l'Allemagne dans son bateau Mayflower. En mai 1935, Adolf Hitler prononce un discours très médiatisé dans lequel il proclame que le réarmement allemand ne représente aucune menace pour la paix mondiale. Ce mois-là, Seely déclare à la Chambre des lords que « nous devons supposer que c'est authentique et sincère […] J'ai eu de nombreux entretiens avec Herr Hitler. Je pense que le noble Seigneur et toutes les personnes qui ont vraiment rencontré cet homme remarquable seront d'accord avec moi sur une chose, même si nous sommes en désaccord sur d'autres choses - qu'il est absolument véridique, sincère et altruiste ».
Son livre Mayflower cherche la vérité, qui selon l'ODNB est "plein de propagande nazie", est publié en Allemagne en 1937. Les plans pour une édition britannique sont mis de côté en 1938 alors que les tensions montent à propos de la Tchécoslovaquie. Pas plus tard qu'en juin 1939 (après qu'Hitler ait rompu les accords de Munich et occupé Prague), il proclame à la Chambre des lords : « Je suis un partisan impénitent de […] la politique d'apaisement ». Cependant, en 1941, il écrit un article dans le Sunday Times et le Evening Standard dénonçant la brutalité de « l'hitlérisme ».
Seely est également vice-président du RNLI. C'est un marin passionné et pendant une grande partie de sa vie il est barreur du Brook Lifeboat. Seely est Lord Lieutenant du Hampshire de 1918 à 1947. Il est également juge de paix pour le Hampshire et l'île de Wight, premier président du stade de Wembley et administrateur de Thomas Cook.
Il est décédé à Westminster à l'âge de 79 ans. 
Seely était une personnalité populaire à la Chambre des communes. Plus tard dans sa vie, dans une pièce de théâtre sur son titre, son auto-promotion lui valut le surnom de « Lord Modest One ». 

### Mariages et descendants
Seely épouse Emily Florence, fille du colonel Sir Henry George Louis Crichton, le 9 juillet 1895. Ils ont trois fils et quatre filles. Elle est décédée en août 1913.
Son fils aîné et héritier, Frank Reginald Seely, est tué au combat avec le Royal Hampshire Regiment à la bataille d'Arras le 13 avril 1917.
Il se remarie avec Evelyn Izmé Murray, JP (née en 1886, décédée le 11 août 1976) le 31 juillet 1917. Elle est la veuve de son ami George Crosfield Norris Nicholson et la fille de Montolieu Oliphant-Murray (1er vicomte Elibank). Ils ont un fils (elle avait déjà un fils de son précédent mariage).
L'héritier de Seely, John Seely (2e baron Mottistone) (en) (1899–1963), est un architecte dont le travail, avec Paul Edward Paget (en) dans le partenariat de Seely &amp; Paget, comprend l'intérieur du palais d'Eltham dans le style Art déco et la restauration après la Seconde Guerre mondiale d'un certain nombre de bâtiments endommagés par les bombes, tels que la chartreuse de Londres et l'église de St John Clerkenwell.
Le fils de Seely de son deuxième mariage, David Seely (1920–2011), est le dernier gouverneur de l'île de Wight; il est baptisé avec Winston Churchill et le prince de Galles de l'époque (par la suite Édouard VIII puis plus tard le duc de Windsor) comme parrains.
Le petit-fils de Seely, Brough Scott, qui présente des programmes télévisés de courses de chevaux, écrit une biographie de Seely, Galloper Jack (2003).
Seely est un arrière-arrière-grand-père maternel de la directrice de théâtre Sophie Hunter,,.
L'actuel député conservateur de l'île de Wight, Bob Seely, est son arrière-petit-neveu.

## Écrits
- Adventure (1930) - featuring an introduction by Lord Birkenhead, praising his skill as a raconteur[1].
- Fear and Be Slain: Adventures by land, sea and air (1931)
- Launch! A Life-Boat Book (1932)
- For Ever England (1932)
- My Horse Warrior (1934) – a biography of his charger
- The Paths of Happiness (1938)

Les livres de Seely mettent en lumière sa personnalité mais ne sont pas toujours fiables sur le plan factuel.